# Risknews
Risknews: das Fachmagazin für Risikomanagement (Verlagsschreibweise RISKNEWS) war eine finanzwirtschaftliche Fachzeitschrift.
Die Zeitschrift veröffentlichte wissenschaftliche Beiträge zum Risikomanagement von Finanzinstitutionen und Unternehmen. Es erschienen jeweils 6 Ausgaben in den Jahren 2004 und 2005. 
Nach der Einstellung wurde ein Newsletter unter dem Namen Risknews durch ein Internetportal ohne Verlagsmitwirkung vertrieben.